# Olexandr Petrow
Olexandr Tymofijowytsch Petrow (ukrainisch Олександр Тимофійович Петров; * 30. Januar 1986 in Chernivtsi) ist ein ukrainischer Handballspieler.
Der 2,00 Meter große und 105 Kilogramm schwere linke Rückraumspieler steht seit 2004 bei HK Budiwelnyk Browary unter Vertrag; zuvor spielte er bei HK Portowyk Juschne.
Olexandr Petrow erzielte in drei Länderspielen für die ukrainische Nationalmannschaft drei Tore (Stand: Dezember 2009). Er stand im erweiterten Aufgebot für die Europameisterschaft 2010.